# Claudio Cezar Henriques
Claudio Cezar Henriques é um professor, filólogo, linguista e escritor brasileiro.
Bacharelou-se em Letras pela UFRJ e obteve na UFF o grau de mestre em língua portuguesa. Fez o curso de doutorado em Literatura Comparada na UERJ.
Na Universidade do Estado do Rio de Janeiro, de onde é professor desde 1977, foi vice-diretor e diretor do Instituto de Letras, sendo atualmente professor titular de língua portuguesa e coordenador do curso de mestrado em língua portuguesa.
Participa, desde 1999, dos programas do Canal Futura, da Fundação Roberto Marinho, como consultor de conteúdo de língua portuguesa.
É membro da Academia Brasileira de Filologia e de outras sociedades científicas, como a ABRALIN (Associação Brasileira de Lingüística), ABRALIC (Associação Brasileira de Literatura Comparada), ALB (Associação de Leitura do Brasil) e AIL (Associação Internacional de Lusitanistas).

## Livros
- Sintaxe
- Fonética, Fonologia e Ortografia
- Morfologia
- Léxico e Semântica
- Estilística e Discurso